# Eugenio Togliatti
Eugenio Togliatti (italià: Eugenio Giuseppe Togliatti)  (Orbassano, 3 de novembre de 1890 - Gènova, 5 d'octubre de 1977) va ser un matemàtic italià.

## Vida i Obra
Togliatti, germà del conegut fundador i secretari del Partit Comunista Italià, Palmiro Togliatti, va fer els estudis secundaris al institut de Sondrio i, a partir de 1908, va estudiar matemàtiques a la universitat de Torí, en la qual es va doctorar el 1912 amb una tesi de geometria algebraica dirigida per Corrado Segre. Des de 1912 fins a 1924 va ser professor ajudant, tan a la universitat com al Politecnico de Torí. El 1924 va ser nomenat professor de la universitat de Zúric, on va romandre dos cursos. El 1926 va passar a ser professor a la universitat de Gènova, en la qual va estar la resta de la seva carrera acadèmica fins que es va jubilar el 1961, tot i que va continuar impartint alguna docència posteriorment.
El setembre de 1944 va aconseguir escapar d'una ordre d'arrest del govern feixista que el perseguia, bé per intercanviar-lo pel seu germà o bé perquè estava casat amb una dona jueva. Es va mantenir amagat fins al final de la Segona Guerra Mundial a l'abril de 1945.

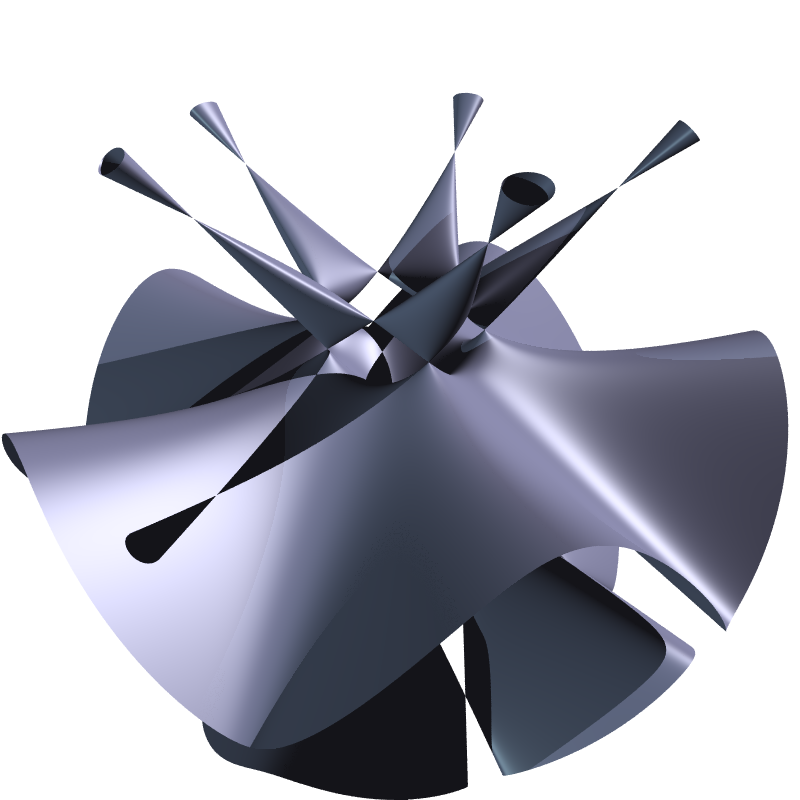
La superfície de Togliatti.

Els treballs de Togliatti van ser principalment en geometria algebraica. Específicament, va ser el descobridor de la superfície que porta el seu nom (una superfície de grau 5 amb 31 nodes) i va proporcionar una classificació completa de les superfícies racionals parametritzades per cúbiques.